# Jagd auf Roter Oktober (Roman)
Jagd auf Roter Oktober (Originaltitel: The Hunt for Red October) ist der erste Roman von Tom Clancy aus dem Jahr 1984, der rasch zu einem Bestseller avancierte. Es ist der erste Auftritt von Clancys fiktivem CIA-Analysten Jack Ryan. Die deutschsprachige Übersetzung stammt von Hardo Wichmann und erschien erstmals 1986 im Scherz Verlag, Bern, München und Wien. Diese Übertragung wird seither auch für alle Neuauflagen verwendet.

## Handlung
Der Sowjetunion gelingt es – mitten im Kalten Krieg –, das strategische Gleichgewicht (Wettrüsten) mit den USA zu ihren Gunsten zu verschieben. Die Roter Oktober, ein strategisches Atom-U-Boot der Typhoon-Klasse, wird mit einem nahezu lautlosen, Raupe genannten Antrieb ausgestattet, der durch passives Sonar fast nicht mehr zu entdecken ist. Dies macht die Roter Oktober zur idealen Erstschlagswaffe.
Der zum Kapitän des Bootes ernannte Marko Ramius plant jedoch, zusammen mit seinen Offizieren (bis auf vier) überzulaufen und sein mit Kernwaffen bestücktes U-Boot den USA zu übergeben. Die Sowjetunion mobilisiert daraufhin ihre gesamte Nordflotte, um die Überläufer abzufangen. Durch ihren Spion Cardinal wissen die Amerikaner von Ramius’ Plänen. CIA-Analytiker Jack Ryan begibt sich an Bord des britischen Flugzeugträgers Invincible und versucht, mit Ramius Kontakt aufzunehmen, nachdem das Typhoon von der Dallas aufgespürt worden ist. Nachdem dies gelungen ist, simuliert Ramius einen Reaktorunfall an Bord seines Bootes und lässt seine Mannschaft bis auf die meisten Offiziere und einen GRU-Agenten von einem amerikanischen Rettungs-U-Boot der Mystic-Klasse evakuieren. Um bei der geretteten Besatzung die Illusion zu erzeugen, die Roter Oktober sei zerstört, lässt die US Navy das außer Dienst gestellte U-Boot Ethan Allen unter Wasser detonieren.
Ryan selbst geht an Bord der Roter Oktober. Gemeinsam mit den restlichen sowjetischen Offizieren gelingt es ihm, einen weiteren GRU-Agenten zu neutralisieren und der sowjetischen Flotte zu entkommen. Roter Oktober wird vorläufig im Pamlico Sound versteckt, wo einige Besatzungsmitglieder der Dallas – inklusive dessen Kommandanten Mancuso – als Unterstützungsmannschaft an Bord kommen. In dem wenig später folgenden Unterwasserkampf zwischen insgesamt vier U-Booten (der USS Dallas, der USS Pogy, der Roter Oktober und der V.K. Konovalov, einem sowjetischen Jagd-U-Boot der Alfa-Klasse; der Name spielt auf den realen U-Boot-Kommandanten Wladimir Konowalow an) wird der sowjetische Angreifer zerstört. Die Roter Oktober wird dabei beschädigt (von einem Torpedo und einem selbst initiierten Rammstoß), kann jedoch im Marinehafen Norfolk in einem abgeschirmten Dock versteckt werden.

## Erfolg
Erstmals im Oktober 1984 im Verlag Naval Institute Press erschienen, schaffte der Debütroman Clancys auf Anhieb den Sprung in die Bestsellerlisten und wurde ein internationaler Erfolg. Die erste Auflage umfasste nur 14.000 Stück, aufgrund der hohen Nachfrage musste der Roman umgehend neu aufgelegt werden. Mittlerweile wurden mehrere Millionen Exemplare in verschiedenen Sprachen verkauft.

## Adaptionen
1990 wurde der Erfolgsroman von Regisseur John McTiernan mit Sean Connery als Kapitän Marko Ramius und Alec Baldwin als Jack Ryan unter dem gleichen Titel verfilmt. Die Handlung wurde im Film leicht abgewandelt.
Ein von Oxford Digital Enterprises entwickeltes Computerspiel wurde 1987 von Argus Press für Atari ST, Amiga, Apple II, Macintosh, ZX Spectrum, MSX, Commodore 64 und IBM PC veröffentlicht. Eine Portierung für den Apple IIgs erschien 1989.

## Trivia
- Clancys Roman basiert auf der Meuterei auf der sowjetischen Fregatte Storoschewoi (Kriwak-Klasse) von 1975.
- Clancy enthüllte in seinem Roman erstmals Details über das SOSUS-Lauschsystem, das offiziell erst 1991 deklassifiziert wurde.
- Die Figur Jack Ryan bildet auch die Grundlage für den gleichnamigen Hauptcharakter der Fernsehserie Tom Clancy’s Jack Ryan.
- Siehe auch: Irrer Iwan

## Ausgaben
- Tom Clancy: Jagd auf Roter Oktober. Roman (Originaltitel: The Hunt for Red October). Deutsch von Hardo Wichman. Originalausgabe, Scherz, Bern und München 1986, ISBN 3-502-10127-2.
- Tom Clancy: Jagd auf Roter Oktober. Roman (Originaltitel: The Hunt for Red October). Deutsch von Hardo Wichman. Hardcover, Tosa Verlag, Wien 1996, ISBN 3-85001-660-0.
- Tom Clancy: Jagd auf Roter Oktober. Roman (Originaltitel: The Hunt for Red October). Deutsch von Hardo Wichman. Taschenbuchausgabe. Heyne, München 1988, ISBN 3-453-72178-0.